# Partit Comunista d'Estònia

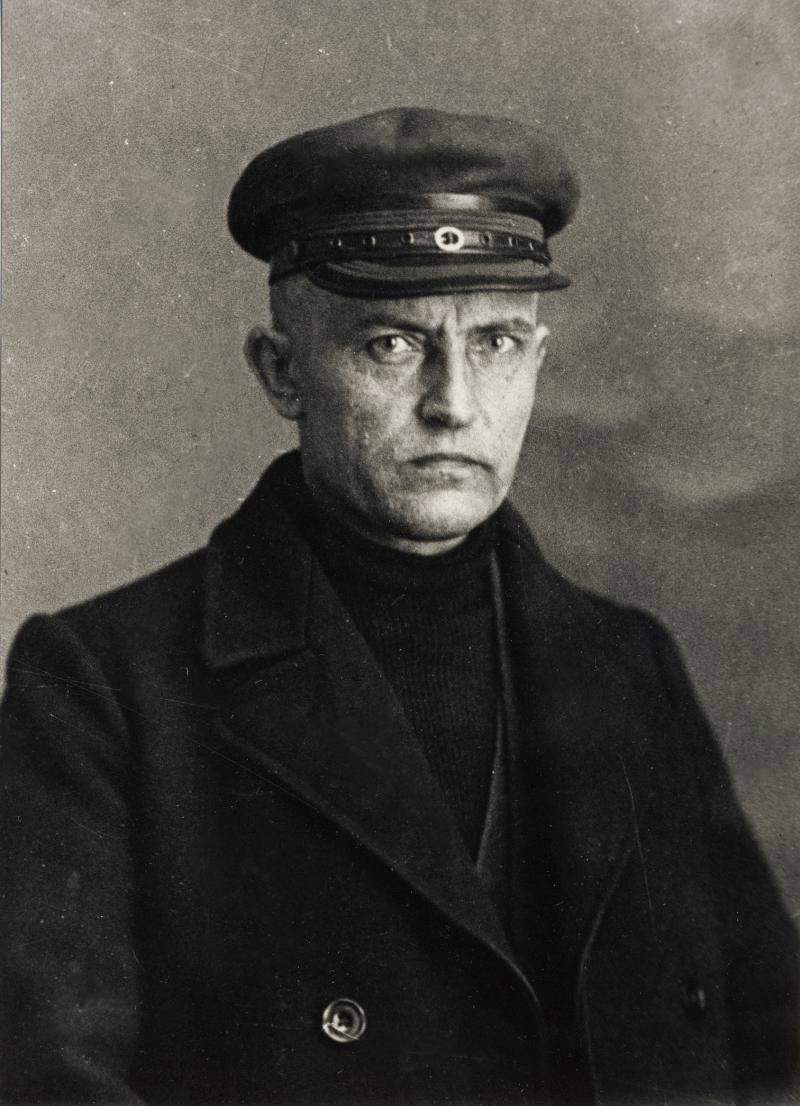
Jaan Anvelt, líder comunista durant la revolta de 1920

Partit Comunista d'Estònia (estonià Eestimaa Kommunistlik Partei, EKP, rus Kommunistitxeskaja partija Estonii, KPE) fou un partit polític estonià d'ideologia comunista. Es va formar el 5 de novembre de 1920 quan el Comitè Central de la secció estoniana del Partit Comunista Rus (bolxevic) es va separar del seu partit mare. Durant el primer semestre de 1920 encara mantenia esperances d'una immediata revolució mundial, i els comunistes estonians ambicionaven prendre el poder. La crisi econòmica i social generalitzada els feia cobejar moltes esperances. Els activistes del partit no sols recolzaven el programa sinó també eren disposats a participar en accions il·legals conspiratives, com el transport d'armes i material de propaganda comunista, amagar activistes i reunir informació per als revolucionaris.
Això es va traduir en una permanent situació de conflicte amb els governs estonians. Com els seus objectius no eren orientats a la legalitat, el PCE mai va tractar de legalitzar-se a la República d'Estònia, ni va abandonar la crida a la rebel·lió armada i a unir Estònia a l'URSS.
Encara que havia perdut molta de la seva popularitat del 1917, encara tenia un notable suport entre la majoria de proletariat industrial, però en sovint també entre els camperols sense terra, desocupats, professors i estudiants. Especialment en la dècada de 1920 mantenia posicions fortes en el moviment sindical. En les eleccions legislatives les llistes que recolzava sempre van obtenir més d'un 5% dels vots. Tanmateix, després del fallit intent de cop per l'estonià comunistes l'1 de desembre de 1924, el partit va perdre aquest suport, l'adhesió es va reduir a voltant de 70 a 200 persones i es va mantenir baixa fins a 1940. Segons el registre del parit, hi havia 150 membres en el moment de l'ocupació soviètica, el juliol de 1940.

## Història
Igual que a la resta de l'Imperi Rus, les sucursals del Partit Socialdemòcrata Obrer Rus al Govern d'Estònia havien estat sacsejats per la divisió entre bolxevics i menxevics. El 1912 els bolxevics van iniciar la publicació de Kiir a Narva. El juny del 1914 el partit va prendre la decisió de crear un Comitè Central de PSDOR(b), d'Estònia, l'anomenat Comitè del Nord Bàltic del PSDOR (b) "(VSDT (b) P-Põhja Bălţi Komitee).
Després de la Revolució de febrer, com a la resta de l'imperi, els bolxevics van començar a guanyar popularitat amb les seves demandes per posar fi a la guerra immediatament, així com pel seu suport a una ràpida reforma agrària i a les reivindicacions nacionals (introduir estonià com a llengua oficial en paral·lel al rus). Durant l'estiu de 1917 els bolxevics i els seus seguidors van prendre el control del Soviet de Tallinn.
A finals de 1917 estonià bolxevics eren més fortes que mai - tenien el control sobre el poder polític i un suport important -, més que a Rússia. A les eleccions a l'Assemblea Constituent de Rússia la seva llista va obtenir 40,2% dels vots a Estònia i 4 dels 8 escons assignats a Estònia. El suport al grup, però, començà a disminuir, i l'elecció de l'Assemblea Constituent Estoniana de gener del 1918 mai es va celebrar. A més, el partit va enfrontar a la situació en què hi havia dificultats per a la creació d'aliances. Els seus oponents, el Bloc Democràtic, van ser capaços d'iniciar la cooperació amb el Partit Laborista, menxevics el Partit Social-Revolucionari, tots ells amb diferents idees però units al voltant de la demanda de la independència de Finlàndia i Estònia vinculada a la distribució de terres als camperols. A la primera qüestió, els bolxevics estonians, malgrat haver introduït estonià com a llengua oficial després de la seva presa de poder, van promoure la idea d'Estònia com a part de la Rússia soviètica. En la política de reforma agrària continuaven donant suport a la col·lectivització immediata.
El govern bolxevic a Estònia va acabar per la invasió alemanya de finals de febrer de 1918. El partit va seguir funcionant a l'exili a Rússia.
Després de la revolució alemanya de novembre es va formar un govern estonià, i aleshores el partit amb el suport de l'Exèrcit Roig va intentar un atac armat contra el nou Estat. Tanmateix, en aquest moment el suport al partit havia disminuït, i fracassà en mobilitzar les masses en suport a la guerra revolucionària. Es va crear una Comuna de Treballadors Estonians, però amb influència real limitada. En aquest moment el partit s'havia reorganitzat en el Comitè Central de les Seccions Estonianes del PCR (b) (Venemaa Kommunistliku (bolshevike) Partei Eesti Sektsioonide Keskkomitee). Després de la guerra hagué de reorientar-se (ja que Estònia esdevingué un Estat independent) per la direcció central del PCR (b), i per tant, el 5 de novembre de 1920 es va fundar com a partit el Partit Comunista d'Estònia (EKP).

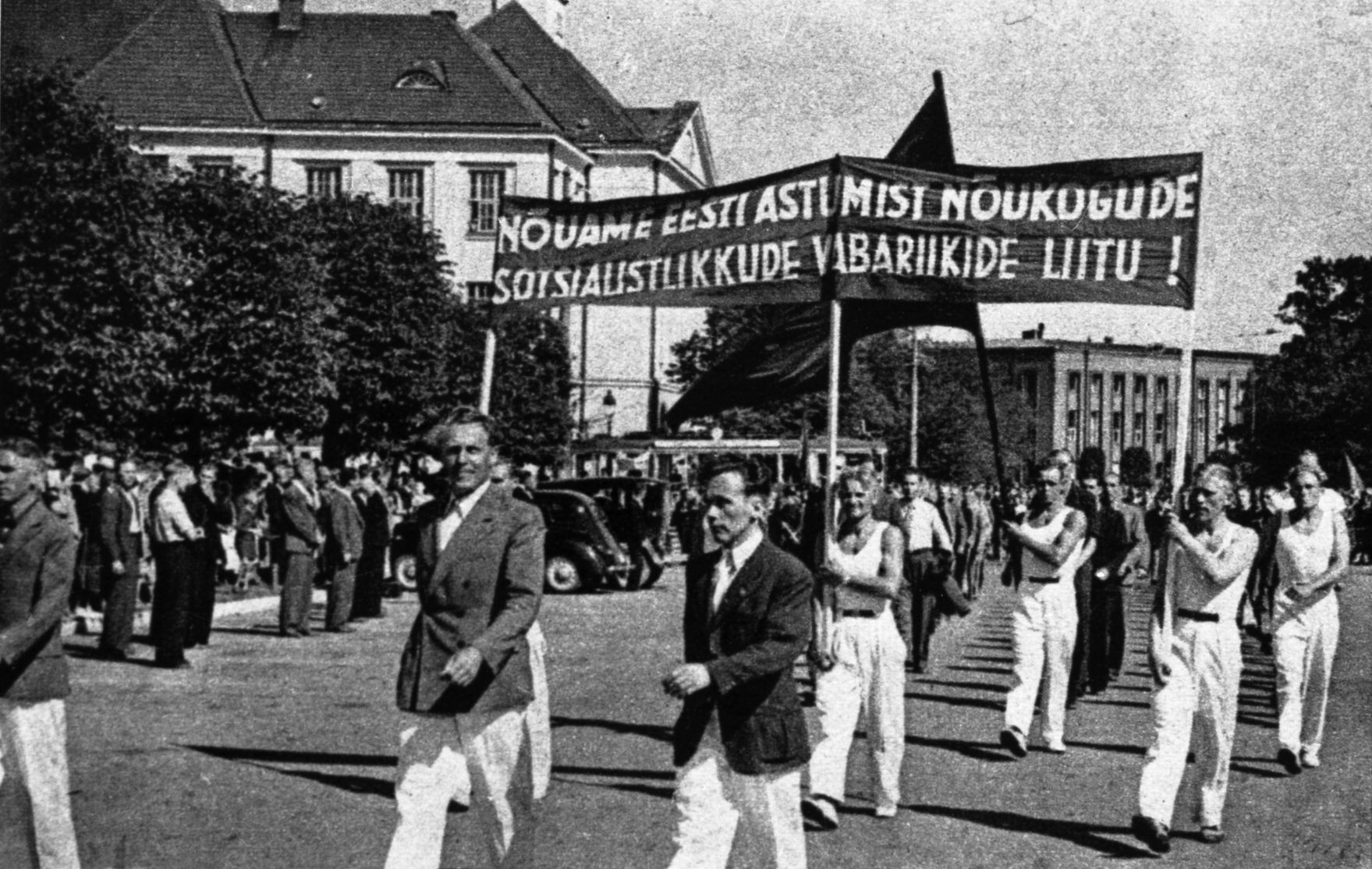
Esportistes manifestant-se espontàniament a favor de l'annexió soviètica el 1940

El 1940 l'EKP es va fusionar amb el PCUS (b). L'organització territorial del PCUS (b) a l'RSS d'Estònia fou coneguda com a Partit Comunista d'Estònia (bolxevic) (EK (b), P). L'EKP es va dividir en 1990, el sector majoritari que estava a favor de la sobirania se separà com a facció pròpia del PCUS i va esdevenir el Partit Laborista Democràtic Estonià. El sector pro-soviètic de línia dura es reconstituí com a Partit Comunista d'Estònia (Plataforma PCUS).

## Resultats electorals
| Any       | Vots                                          | %                                             | Escons                                        | +/-                                           |
| --------- | --------------------------------------------- | --------------------------------------------- | --------------------------------------------- | --------------------------------------------- |
| 1920      | 24,849                                        | 5.27                                          | 5 / 100                                       | Nou                                           |
| 1923      | 43,711                                        | 9.50                                          | 10 / 100                                      | 5                                             |
| 1926      | 30,339                                        | 5.80                                          | 6 / 100                                       | 4                                             |
| 1929      | 31,094                                        | 6.16                                          | 6 / 100                                       | =                                             |
| 1932      | 25,966                                        | 5.19                                          | 5 / 100                                       | 1                                             |
| 1938      | Van cridar al boicot denunciant les eleccions | Van cridar al boicot denunciant les eleccions | Van cridar al boicot denunciant les eleccions | Van cridar al boicot denunciant les eleccions |
| 1940      | Dins de la Unió de Treballadors d'Estònia     | Dins de la Unió de Treballadors d'Estònia     | Dins de la Unió de Treballadors d'Estònia     | Dins de la Unió de Treballadors d'Estònia     |
| 1947      | Dins del Bloc de Comunistes i Independents    | Dins del Bloc de Comunistes i Independents    | Dins del Bloc de Comunistes i Independents    | Dins del Bloc de Comunistes i Independents    |
| 1951      | Dins del Bloc de Comunistes i Independents    | Dins del Bloc de Comunistes i Independents    | Dins del Bloc de Comunistes i Independents    | Dins del Bloc de Comunistes i Independents    |
| 1955      | Dins del Bloc de Comunistes i Independents    | Dins del Bloc de Comunistes i Independents    | Dins del Bloc de Comunistes i Independents    | Dins del Bloc de Comunistes i Independents    |
| 1959      | Dins del Bloc de Comunistes i Independents    | Dins del Bloc de Comunistes i Independents    | Dins del Bloc de Comunistes i Independents    | Dins del Bloc de Comunistes i Independents    |
| 1963      |                                               |                                               | 131 / 178                                     | -                                             |
| 1967      | Dins del Bloc de Comunistes i Independents    | Dins del Bloc de Comunistes i Independents    | Dins del Bloc de Comunistes i Independents    | Dins del Bloc de Comunistes i Independents    |
| 1971      | Dins del Bloc de Comunistes i Independents    | Dins del Bloc de Comunistes i Independents    | Dins del Bloc de Comunistes i Independents    | Dins del Bloc de Comunistes i Independents    |
| 1975      | Dins del Bloc de Comunistes i Independents    | Dins del Bloc de Comunistes i Independents    | Dins del Bloc de Comunistes i Independents    | Dins del Bloc de Comunistes i Independents    |
| 1980      | Dins del Bloc de Comunistes i Independents    | Dins del Bloc de Comunistes i Independents    | Dins del Bloc de Comunistes i Independents    | Dins del Bloc de Comunistes i Independents    |
| 1985      | Dins del Bloc de Comunistes i Independents    | Dins del Bloc de Comunistes i Independents    | Dins del Bloc de Comunistes i Independents    | Dins del Bloc de Comunistes i Independents    |
| 1990 (I)  |                                               |                                               | 39 / 499                                      | -                                             |
| 1990 (II) |                                               |                                               | 27 / 105                                      | -                                             |

## Líders

### Primers Secretaris del Partit Comunista d'Estònia
| # | Imagen    | Nom                          | Inici mandat          | Final                 |
| - | --------- | ---------------------------- | --------------------- | --------------------- |
| 1 | sensemarc | Karl Säre (1903-1945)        | 28 d'agost de 1940    | 3 de setembre de 1941 |
| 2 | sensemarc | Nikolái Karotamm (1901-1969) | 3 de setembre de 1941 | 26 de març de 1950    |
| 3 | sensemarc | Johannes Käbin (1905-1999)   | 26 de març de 1950    | 26 de juliol de 1978  |
| 4 |           | Karl Vaino (1923-2022)       | 26 de juliol de 1978  | 16 de juny de 1988    |
| 5 | sensemarc | Vaino Väljas (1931-2024)     | 16 de juny de 1988    | 23 de març de 1990    |

### President del Partit Comunista d'Estònia
- Vaino Väljas abril de 1990 - agost de 1991

### Importants dirigents comunistes
- Viktor Kingissepp
- Jakob Palvadre
- Harald Tummeltau
- Jaan Anvelt
- Karl Säre
- August Kork
- Johannes Vares